# Golfclub Veldzijde
Golfclub Veldzijde is een Nederlandse golfclub in Wilnis in de provincie Utrecht. De club speelt op de baan van Golfpark Wilnis.

## 1993
Golfpark Wilnis had een 9-holes openbare golfbaan, ontworpen door golfbaanarchitecten Eschauzier & Thate. De baan lag midden in het polderlandschap, en de leden speelden de eerste jaren op een geïmproviseerde golfbaan. Op 1 juli 1992 waren de eerste zes holes bespeelbaar. Op 1 juli 1994 was het een 9 holesbaan. Het clubhuis werd in 1993 geopend. Later is er een par-3 baan bij gekomen.

## Clubkampioenen Strokeplay
1987 Remco van der Wal
1988 Bert Goedkoop
1989 Ton Griffejoen
1990 Ton Griffejoen
1991 Ton Griffejoen

## 2011
Inmiddels is er een nieuwe 18-holes golfbaan gekomen, ontworpen door Gerard Jol, hij heeft een par van 71. Golfclub Veldzijde heeft zich aangesloten bij SGNL.
Jacques Balvert is als A-professional aan de club verbonden. Hij wordt bijgestaan door B-professional Jeroen Posthuma. Buiten de Golf Academy beschikt deze golfbaan over een Business Club en biedt zij onderkomen aan Restaurant Veldzijde.